# Stazione di Gavorrano
Stazione di Gavorrano vasútállomás Olaszországban, Gavorrano településen.

## Vasútvonalak
Az állomást az alábbi vasútvonalak érintik:
- Pisa–Róma-vasútvonal

## Kapcsolódó állomások
A vasútállomáshoz az alábbi állomások vannak a legközelebb:
- Stazione di Giuncarico
- Stazione di Scarlino